# Чангланг
Чангланг (англ. Changlang, хинди चांगलांग) — город в индийском штате Аруначал-Прадеш. Административный центр округа Чангланг.

## География
Город расположен на высоте 580 м над уровнем моря, примерно в 140 км от Дибругарха, 96 км от города Тинсукия и 44 км от города Маргерита (по дорогам).

## Население
По данным переписи 2001 года население города составляет 6394 человека (3596 мужчин и 2798 женщин). Уровень грамотности составляет 72 %, что выше, чем средний по стране показатель 59,5 %. Уровень грамотности среди мужчин — 78 %, среди женщин — 65 %. Доля детей в возрасте младше 6 лет — 14 %.

## Транспорт
Ближайший аэропорт находится в Дибругархе. Ближайшая ж/д станция — в Маргерите, а ближайшая станция, откуда отправляются поезда дальнего следования — в Тинсукии. Город связан с Маргеритой хорошей автомобильной дорогой.